# Les Amoureux de Marianne
Pour plus de détails, voir Fiche technique et Distribution.
Les Amoureux de Marianne est un film français réalisé par Jean Stelli, sorti en 1953.

## Synopsis
Duboutois, un industriel de province, convoite le siège de député devenu vacant à la suite du décès de son titulaire. Il consulte son comptable, Berton, afin d'avoir des informations sur son éventuelle popularité. Les propos de Berton déplaisent à Duboutois, qui le licencie. Berton décide de se présenter à l'élection qui s'annonce mouvementée. Le fils de Duboutois et la fille de Berton, qui aspirent à se marier — ce que leurs parents ignorent —, et les épouses des deux candidats, vont peu à peu influencer les relations entre les deux hommes.

## Fiche technique
- Titre : Les Amoureux de Marianne
- Réalisation : Jean Stelli
- Scénario et dialogues : Charles Exbrayat
- Photographie : Nicolas Hayer
- Cadreur : Noël Martin
- Montage : Germaine Fouquet
- Musique : Georges Tzipine
- Son : Jean Bertrand
- Décors : Raymond Gabutti
- Maquillage : Jean-Jacques Chanteau
- Scripte : Marie-Thérèse Cabon
- Producteurs : Aimé Frapin, Hervé Missir
- Société de production : Consortium de production de film - Ciné-Reportages
- Régisseur : Armand Bécüe
- Tournage : 16 août - 19 septembre 1953
- Pays d'origine :  France
- Format : Noir et blanc - 1,37:1 - 35 mm - Son mono
- Genre : Comédie
- Durée : 94 min
- Date de sortie : 
  - France : 20 décembre 1953

## Distribution
- Gaby Morlay : Germaine Duboutois
- André Luguet : Achille Duboutois
- Jean Brochard : Jean Berton
- Sophie Leclair : Catherine Berton
- Pierre Gallon : Gaston Duboutois
- Jean Debucourt : l'archevêque
- Albert Michel : un villageois
- Gabriel Gobin : le villageois qui fait scandale
- Georges Chamarat : le commandant Duparc
- Raoul Marco : Jobert
- Lucien Callamand : le secrétaire de préfecture
- Catherine Fonteney : la belle-mère de Berton
- François Joux : Foulon
- Henri Rollan : le marquis
- Janine Clairjane : Madame Berton
- Fred Pasquali : le commissaire
- Marcel Raine : Cloche